# Zug-Druck-Torsion-Prüfung

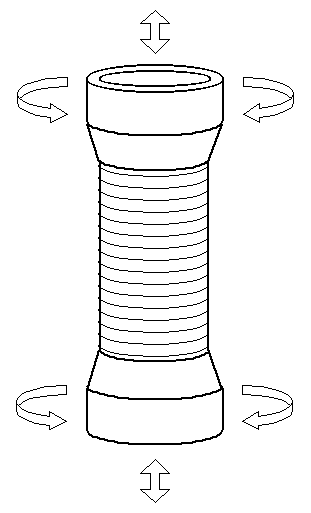
Prüfkörper für die ZDT-Prüfung von Faser-Kunststoff-Verbunden

Die Zug-Druck-Torsion-Prüfung (ZDT-Prüfung) ist ein Prüfverfahren, mit dem die fasersenkrechten Festigkeiten und die Schubfestigkeit von Faser-Kunststoff-Verbunden ermittelt werden. Bei der Prüfung können Quer- und Schubbelastung kombiniert werden, so dass der Einfluss der unterschiedlichen Belastungsarten auf die Festigkeiten ermittelt werden kann. Als Prüfkörper werden dünnwandige rohrförmige Körper verwendet.

## Durchführung
Die Prüfkörper werden an den aufgedickten Enden eingespannt. Die Prüfmaschine tordiert den rohrförmigen Körper, wobei ein konstanter Schubspannungszustand in der Rohrwand entsteht. Gleichzeitig kann der Rohrkörper mit axialem Druck oder Zug beaufschlagt werden, wodurch dem Schubspannungszustand Querdruck oder Querzug überlagert wird (die FKV-Fasern sind aufgrund der Wicklung quer zur Achse des Prükörpers ausgerichtet). Mittels Dehnungsmessstreifen oder Kraft- und Drehmomentaufnehmer werden die ertragenen Dehnungen bzw. Lasten aufgezeichnet.

## Hintergrund
Bei Faser-Kunststoff-Verbunden hängt der ertragbare Spannungszustand von der anliegenden Spannungskombination ab. Daher müssen unterschiedliche Kombinationen von Schub und Querzug bzw. Querdruck überprüft werden. Mit der ZDT-Prüfung lassen sich somit die matrixdominierten Grundfestigkeiten einer UD-Schicht direkt ermitteln.
Neben der reinen Bruchlast lassen sich mit der ZDT-Prüfung auch Elastizitätsgrößen bestimmen.
Mit Flachzugproben oder Proben in Schubrahmen können kombinierte Spannungsfälle praktisch nicht ermittelt werden. Zusätzlich besteht bei Flachproben die Problematik des ungleichmäßigen Spannungszustands in der Klemmung. Dies bedingt oft ein Versagen in der Einspannung und nicht im freien Bereich.

## Probekörper
Die Probekörper bestehen aus einer reinen Umfangswicklung der zu prüfenden Faser-Matrix-Kombination. An den Enden werden Verdickungen angewinkelt, die das Einspannen vereinfachen. Die Probekörper lassen sich im Nasswickelverfahren oder auch aus Prepreg herstellen. Im Nasswickelverfahren sind sowohl warm- als auch kalthärtende Harze einsetzbar. Damit ist die ZDT-Prüfung nicht auf einen bestimmten Matrix- oder Fasertyp beschränkt.

## Ergebnisse

Ergebnis der ZDT-Prüfung. Punkte stellen die Mittelwerte der gemessenen maximalen Spannungen dar. Die Darstellung wird als Bruchkurve bezeichnet.

Die Ergebnisse der Prüfung werden zumeist auf Spannungen umgerechnet und im {\displaystyle \sigma _{\perp }-\tau _{\perp \|}-}Raum aufgezeichnet (Raum der fasersenkrechten bzw. Quer-Zug-/Druckspannungen und der Quer-Längs-Schubspannungen). Interpoliert man die Messpunkte, so erhält man eine Bruchkurve. An dieser lassen sich die jeweils maximal ertragbaren Spannungskombinationen ablesen.